# Ectoplasma

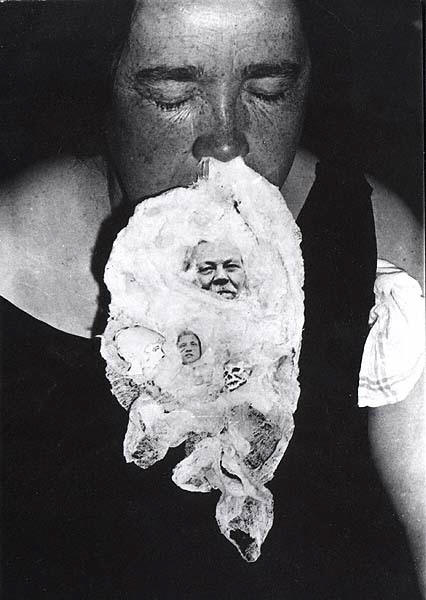
Suposto ectoplasma saindo do nariz de Mary Marshall durante uma sessão, a foto foi tirada por Thomas Glendenning Hamilton, 1932

Ectoplasma (do grego ektos,"externo", e plasma, "algo moldado ou formado") é o termo usado no espiritualismo para definir uma alegada energia espiritual "externizada" pelos mediums. O termo foi criado em 1894 pelo pesquisador Charles Richet. O alegado fenômeno da exteriorização da substância chama-se ectoplasmia.
Embora o termo seja amplamente difundido na cultura popular, a existência de ectoplasmas não é aceita pela ciência e muitos exemplos foram expostos como embustes feitos a partir de gaze, morim ou outros materiais naturais.

## Fenômeno
No espiritualismo, diz-se que o ectoplasma é formado pelo médium quando em transe. Este material é excretado como uma substância semelhante a uma gaze a partir de orifícios no corpo do médium — ouvidos, narinas, olhos, boca, mamilos, vagina ou mesmo do umbigo — e entidades espirituais dizem cobrir essa substância sobre seu corpo não físico, permitindo que interajam no universo físico e real. Alguns relatos afirmam que o ectoplasma começa claro e quase invisível, mas escurece e se torna visível à medida que a energia psíquica se torna mais forte. Outros relatos ainda afirmam que, em casos extremos, o ectoplasma pode exalar odor de Ozônio. De acordo com alguns médiuns, o ectoplasma não pode ocorrer em condições de luz, pois a substância ectoplásmica se desintegra.
O pesquisador psíquico Gustav Geley definiu o ectoplasma como sendo “muito variável na aparência, sendo às vezes vaporoso, às vezes como uma pasta plástica, às vezes como um feixe de fios finos, ou uma membrana com franjas, ou um material semelhante a tecido”. Arthur Conan Doyle descreveu como “uma substância viscosa e gelatinosa que parecia diferir de todas as formas conhecidas de matéria, na medida em que podia solidificar e ser utilizada para fins materiais”.
A ciência não aceita a existência física do ectoplasma, e algumas amostras testadas como ectoplasma foram encontradas como sendo várias substâncias não paranormais. Outros pesquisadores duplicaram, com materiais não sobrenaturais, os efeitos fotográficos que algumas vezes dizem provar a existência de ectoplasma.

## Força ectênica
A ideia de ectoplasma foi fundida na noção de uma "força ectênica" por alguns pesquisadores psíquicos que buscavam uma explicação física para relatos de psicocinese em sessões espíritas. Sua existência foi inicialmente hipotetizada pelo Conde Agenor de Gasparin, para explicar os fenômenos de mesas girantes e batidas durante as sessões. A força ectênica foi nomeada pelo colega de Gasparin, M. Thury, professor de história natural na Academia de Genebra. Entre eles, Gasparin e Thury conduziram uma série de experimentos em força ectênica e reivindicaram algum sucesso. Seu trabalho não foi verificado de forma independente.
Outros pesquisadores psíquicos que estudaram mediunidade especularam que, dentro do corpo humano, um "fluido" não identificado, denominado "psicodo", "força psíquica" ou "força ectênica" existia e era capaz de ser liberado para influenciar a matéria. Esta afirmação era sustentada por Camille Flammarion e William Crookes, no entanto, um pesquisador psíquico posterior Hereward Carrington apontou que o fluido era hipotético e nunca foi descoberto.yout
O investigador psíquico William Jackson Crawford (1881–1920) alegou que uma substância fluida era responsável pela levitação dos objetos depois de testemunhar a médium Kathleen Goligher. Crawford, depois de testemunhar várias das suas sessões, obteve fotografias com flash das substâncias descrevendo-as depois como "plasma", Crawford afirmou que a substância não era visível a olho nu, mas podia ser sentida pelo corpo. Posteriormente, o físico e pesquisador psíquico Edmund Edward Fournier d'Albe investigou Kathleen Goligher em muitas sessões e chegou à conclusões opostas a Crawford; de acordo com D'Albe, nenhum fenômeno paranormal como a levitação ocorreu com Goligher, além disso, havia encontrado evidências de fraude. D'Albe alegou que a substância nas fotografias de Crawford era tecido de musselina comum. Durante uma sessão, D'Albe notou a musselina branca entre os pés de Goligher.

## Fraude

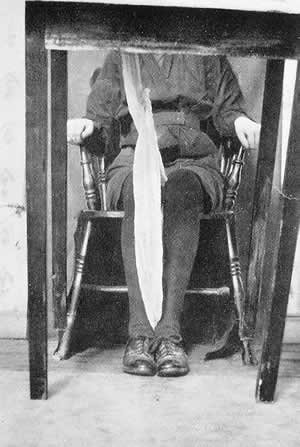
Foto de ectoplasma de Kathleen Goligher tirada por W. J. Crawford, 1921, mais tarde sendo revelada como um apenas um pedaço de musselina por D'Albe

O ectoplasma em muitas ocasiões provou ser fraudulento. Muitos médiuns usaram métodos de deglutição e regurgitação de morim ou gaze, tecidos alisados com fécula de batata e em outros casos o ectoplasma era feito de papel, tecido e clara de ovo morim.
Investigações sobre a mediunidade conduzidas pela  Society for Psychical Research expuseram muitos mediuns fraudulentos que contribuíram para o declínio do interesse pela mediunidade física. Em 1907, Hereward Carrington expôs os truques de médiuns fraudulentos, como os usados na escrita em ardósia, em mesas girantes, toques de trombeta,  materializações, leitura de cartas lacradas e na fotografia de espíritos.
No início do século 20, o pesquisador psíquico Albert von Schrenck-Notzing investigou a médium Eva Carrière e insistiu que a materialização de seu ectoplasma não eram de espíritos, mas o resultado de "ideoplastia", onde o médium forma imagens de ectoplasma de sua mente. Schrenck-Notzing publicou o livro  Phenomena of Materialisation (1923) que incluiu fotografias do ectoplasma. Os críticos apontaram que as fotografias do ectoplasma revelaram marcas de recortes de revista, alfinetes e um pedaço de barbante. Schrenck-Notzing admitiu que, em várias ocasiões, Carrière enganosamente escondia alfinetes na sala das sessões. O jesuíta e mágico Carlos María de Heredia reproduziu o ectoplasma de Carrière usando um pente, gaze e um lenço.
Donald J. West escreveu que os ectoplasmas de Carrière eram falsos, confeccionados de recortes de jornais e revistas nas quais era possível ver marcas de dobras. Uma fotografia de Carrière tirada da parte de trás do rosto do ectoplasma revelou que era feita de uma revista recortada onde apareciam escrito "Le Miro". O rosto bidimensional havia sido retirado da revista francesa Le Miroir. Edições anteriores da revista também correspondiam a alguns dos outros rostos nos ectoplasmas de Carrière. As fotos de rostos recortados que ela usou incluem Woodrow Wilson, Fernando I da Bulgária, o presidente francês Raymond Poincaré e a atriz Mona Delza.
Depois que Schrenck-Notzing descobriu que Carrière havia retirado as fotos das revistas para criar os ectoplasmas, ele a defendeu alegando que  Carrière havia lido tais revistas e que portanto as imagens se materializaram em ectoplasmas a partir da lembrança dela daquelas imagens. Por causa disso, Schrenck-Notzing foi descrito como crédulo. Joseph McCabe escreveu: "Na Alemanha e na Áustria, o barão von Schrenck-Notzing é motivo de piada entre seus colegas médicos".
O médium dinamarquês Einer Nielsen foi investigado por um comitê da  Universidade de Kristiania, na Noruega, em 1922 e descobriu-se em uma sessão que seu ectoplasma era falso. Nielsen também foi pego escondendo seu ectoplasma em seu reto. Mina Crandon era uma médium famosa conhecida por produzir ectoplasmas durante suas sessões. Ela produziu uma pequena mão ectoplásmica de seu estômago que acenou na escuridão. Sua carreira terminou, no entanto, quando os biólogos examinaram a mão e descobriram que era esculpida de um pedaço de fígado animal. Walter Franklin Prince descreveu o caso Crandon como "o mais engenhoso, persistente e fantástico complexo de fraudes na história da pesquisa psíquica".
Os pesquisadores psíquicos Eric Dingwall e Harry Price republicaram uma obra anônima escrita por um ex-médium intitulada "Revelations of a Spirit Medium" (1922), que expunha truques da mediunidade e os métodos fraudulentos pra se produzir "mãos de espíritos". Originalmente todas as cópias do livro foram compradas por espiritualistas e deliberadamente destruídas. Sobre ectoplasmas e fraudes, John Ryan Haule escreveu:
Como se acreditava que o ectoplasma era destruído pela luminosidade, a possibilidade de que o ectoplasma pudesse aparecer tornou-se uma razão para garantir que as sessões na época vitoriana ocorressem na escuridão. As más condições de iluminação também se tornaram uma oportunidade para fraudes, particularmente porque era fácil de se fazer com uma mistura de sabão, gelatina e clara de ovo, ou talvez apenas um pedaço de musselina bem colocado.— John Ryan Haule em Jung in the 21st Century: Synchronicity and Science 
O pesquisador psíquico Harry Price expôs as técnicas fraudulentas da médium Helen Duncan provando, através da análise de uma amostra de ectoplasma produzida por Duncan que se tratava apenas de gaze que ela havia engolido e regurgitado. Duncan também usava cabeças de bonecas e máscaras como ectoplasmas. Os médiuns também recortavam fotos de revistas e as colavam em pedaços de morim ou gaze para fingir que eram espíritos dos mortos. Outro pesquisador, C. D. Broad, escreveu que o ectoplasma, em muitos casos, provou ser de material caseiro, como morim, gaze ou musselina e que não há provas sólidas de que tenha algo a ver com espíritos.
As fotografias tiradas por Thomas Glendenning Hamilton de ectoplasmas revelavam uma substância feita de papel e recortes de fotos de revistas. A famosa fotografia tirada por Hamilton da médium Mary Ann Marshall (1880-1963) retrata um pedaço de papel de seda com um recorte da cabeça de Arthur Conan Doyle obtido de um jornal. Céticos suspeitam que Hamilton possa estar por trás da farsa. Os médiuns Rita Goold e Alec Harris se vestiam como ectoplasmas de espíritos em suas sessões e foram expostos como fraudes. As exposições de ectoplasmas fraudulentos em sessões causaram um rápido declínio na mediunidade física.

## Espiritismo
Na religião espírita brasileira, a obra de André Luiz, Nos Domínios da Mediunidade, psicografada por Chico Xavier, define o ectoplasma como "(...) situado entre a matéria densa e a matéria perispirítica, (...)Infinitamente plástico, dá forma parcial ou total às entidades que se fazem visíveis aos olhos dos companheiros terrestres ou diante da objetiva fotográfica, dá consistência aos fios, bastonetes e outros tipos de formações, visíveis ou invisíveis nos fenômenos de levitação, e substancializa as imagens criadas pela imaginação do médium ou dos companheiros que o assistem mentalmente afinados com ele."
O médium Divaldo Pereira Franco é mencionado protagonizar ectoplasmias, em janeiro de 2017 a página de rede social de seu centro "Mansão do Caminho" compartilhou fotos de uma sessão de 1977 mostrando Divaldo expelir ectoplasma pela boca que então se materializava em flores, a descrição diz: "Na noite do dia 09 de março de 1977, a sessão mediúnica dirigida por Nilson de Sousa Pereira no Centro Espírita Caminho da Redenção (Mansão do Caminho) registrou uma histórica série de materializações e efeitos físicos pelo médium Divaldo Franco."

## Galeria

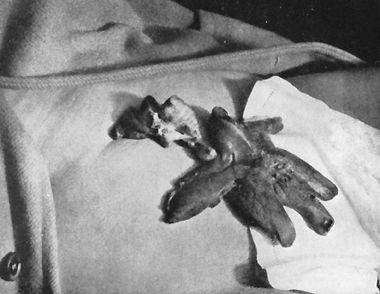
A mão de um "espírito" da médium Mina Crandon que foi descoberta como evento fraudulento, 1923. Biólogos examinaram a mão e descobriram que era esculpida de um pedaço de fígado animal
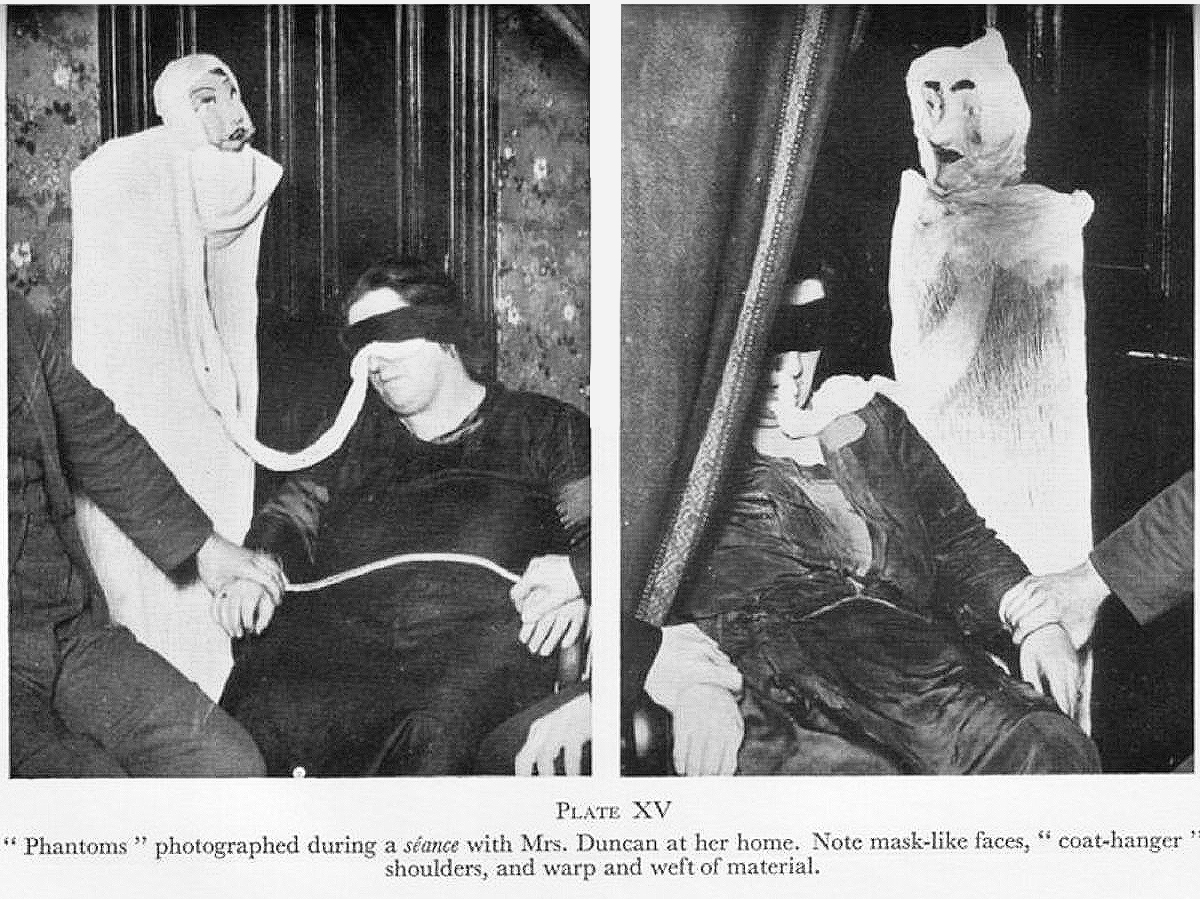
Fotografias revelando a fraude de Helen Duncan. Segundo Malcolm Gaskillem seu livro Hellish Nell: Last of Britain's Witches tiradas pelo fotógrafo Harvey Metcalfe em 1928 durante uma sessão na casa de Duncan
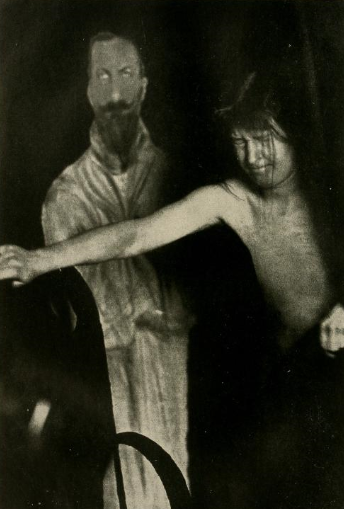
Fotografia de Eva Carrière com um recorte de Fernando I da Bulgária obtido de uma revista,1920
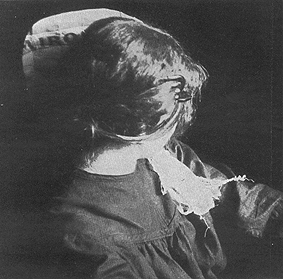
Carrière com recorte do jornal de Paris, Le Miroir, se passando como ectoplasma, 1920
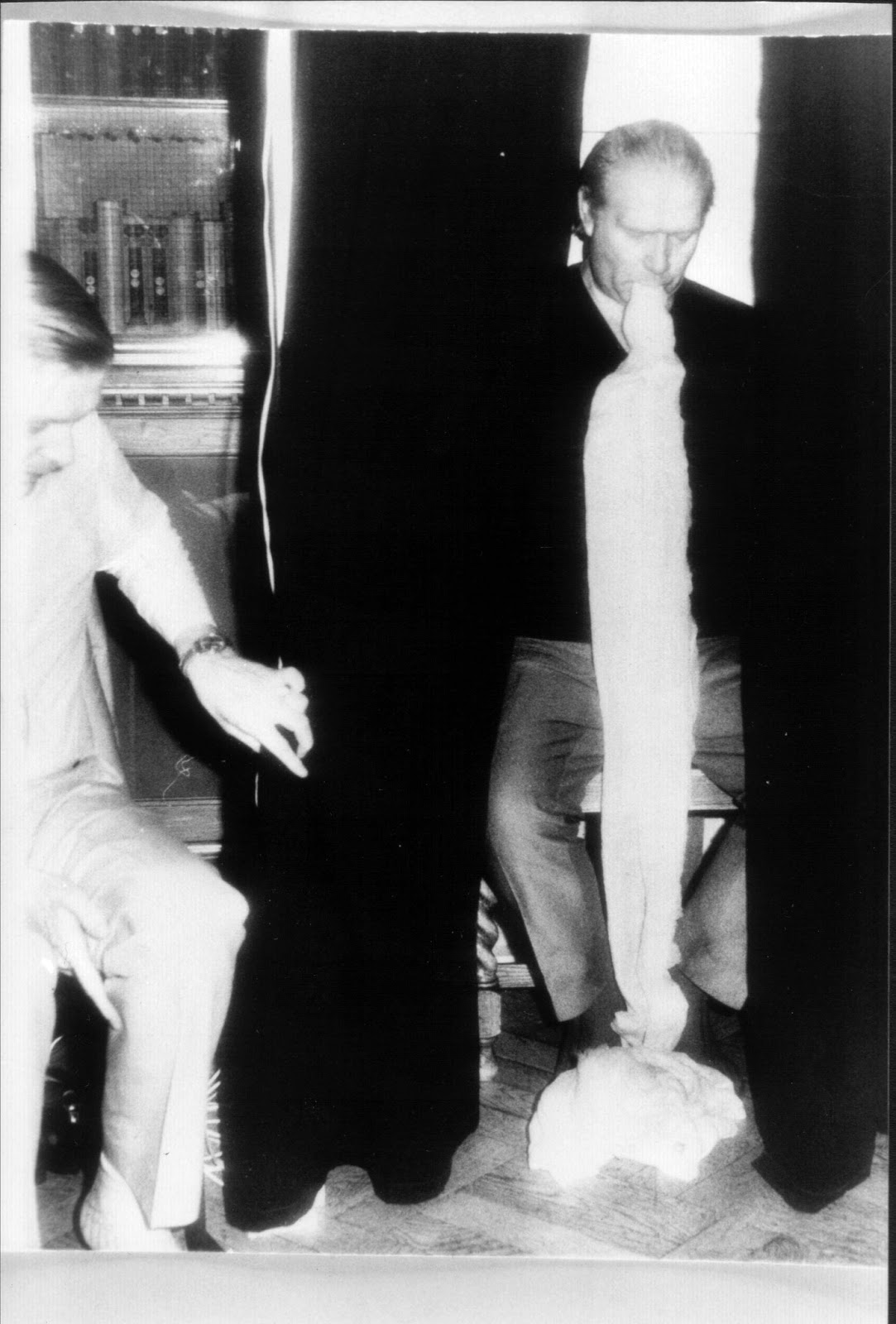
O médium fraudulento Gordon Higginson em uma sessão com tecido saindo de sua boca como "ectoplasma", 1960